# Photograph (canção de Ed Sheeran)
"Photograph" é uma canção gravada pelo cantor e compositor britânico Ed Sheeran de seu segundo álbum de estúdio, × (2014). Sheeran escreveu a canção com o membro do Snow Patrol, Johnny McDaid, que tinha um laço de piano a partir do qual a composição se desenvolveu.
Depois de gravar várias versões com outros produtores, Sheeran finalmente solicitou ajuda de Jeff Bhasker; a colaboração gerou uma versão que o Bhasker aprimorou ainda mais por meses. A balada deriva sua música principalmente a partir de uma guitarra acústica, piano e bateria programada. Com letras visualmente descritivas, discute um relacionamento de longa distância inspirado pela própria experiência de Sheeran de estar longe de sua então namorada enquanto estava em turnê.
A canção recebeu comentários positivos da crítica, que notaram as letras e o uso de imagens de Sheeran. "Photograph" foi lançado em 11 de maio de 2015 como o quinto e último single do álbum. Chegou ao top cinco nas principais tabelas de singles em mais de cinco países. Nos EUA, alcançou a posição de número 10, tornando-se o terceiro single do álbum a ter alcançado o top 10. No Reino Unido, atingiu o número 15 e desde então foi certificada platina para vendas de 600 mil unidades. O single também recebeu certificação de platina dupla na Austrália e no Canadá e platina na Nova Zelândia e na Itália.

## Videoclipe
O videoclipe para a canção foi lançado em 9 de maio de 2015. O vídeo é uma montagem de imagens da vida real. Sheeran obteve as imagens e gravações de seu pai, que estava compilado em DVDs para o presente de Natal da família. Ele inicialmente pretendia que os clipes fossem para inclusão em um documentário que estava sendo produzido na época; Mas olhando para a coleção, ele pensou que poderia funcionar como um videoclipe para a canção. Sheeran também admitiu que não podia atender a um filme de vídeo real, portanto ele optou pela montagem. Emil Nava, que já havia trabalhado com Sheeran em seus outros vídeos musicais promocionais e dirigiu "Photograph". O editor Ellie Johnson trabalhou com o pai de Sheeran no centro de Londres. De acordo com Johnson, eles passaram um fim de semana reunindo os clipes usados na montagem.
A montagem narra a infância, infância e adolescência de Sheeran (1990 e 2000). Possui Sheeran tocando vários instrumentos de música (incluindo piano, violão, baixo acústico e bateria), sugerindo que ele estava musicalmente inclinado em uma idade jovem. Ele também é mostrado exibindo sua habilidade em Bodhrán, um tambor de origem irlandesa. Outras imagens representam um Sheeran adolescente que se encontra em Galway, Irlanda. Em outro clipe antes do final, Sheeran é exibido em uma multidão em um festival. Daniel Kreps da Rolling Stone observou que os clipes também revelaram uma "obsessão ao longo da vida" de Sheeran, um objeto que esse referiu na canção "Lego House" de 2011.

## Faixas
| CD single |                        |         |  |
| N.º       | Título                 | Duração |  |
| 1.        | "Photograph"           | 4:19    |  |
| 2.        | "I Will Take You Home" | 3:59    |  |

| Download digital (Remixes) |                                   |         |  |
| N.º                        | Título                            | Duração |  |
| 1.                         | "Photograph" (Felix Jaehn Remix)  | 3:22    |  |
| 2.                         | "Photograph" (Jack Garratt Remix) | 3:05    |  |

## Pessoal
- Ed Sheeran – vocais, composição, guitarra acústica
- Johnny McDaid – composição
- Jeff Bhasker – produção, piano, teclado, baixo elétrico
- Emile Haynie – produção adicional, bateira programada
- Tyler Sam Johnson – engenharia, guitarra eletrônica, bateira programada
- Mark "Spike" Stent – mixagem
- Geoff Swan – engenharia
- Davide Rossi – arranjo de cordas
- Stuart Hawkes – mastering

## Desempenho nas tabelas musicais
| Tabelas (2015–16)                                 | Melhor posição |
| ------------------------------------------------- | -------------- |
| Alemanha (Offizielle Deutsche Charts)             | 4              |
| Austrália (ARIA)                                  | 9              |
| Áustria (Ö3 Austria Top 75)                       | 4              |
| Bélgica (Ultratip Bubbling Under de Flandres)     | 5              |
| Bélgica (Ultratop 50 da Valônia)                  | 16             |
| Brasil (Billboard Brasil Hot 100)                 | 20             |
| Canadá (Billboard AC)                             | 1              |
| Canadá (Billboard CHR/Top 40)                     | 3              |
| Canadá (Billboard Hot AC)                         | 1              |
| Canadá (Canadian Hot 100)                         | 4              |
| República Checa (Rádio Top 100)                   | 26             |
| República Checa (Singles Digitál Top 100)         | 12             |
| Dinamarca (Hitlisten)                             | 8              |
| Escócia (Scottish Singles Chart)                  | 12             |
| Eslováquia (Rádio Top 100)                        | 1              |
| Eslováquia (Singles Digitál Top 100)              | 10             |
| Eslovênia (SloTop50)                              | 1              |
| Espanha (PROMUSICAE)                              | 13             |
| Estados Unidos (Billboard Adult Contemporary)     | 3              |
| Estados Unidos (Billboard Adult Top 40)           | 1              |
| Estados Unidos (Billboard Dance/Mix Show Airplay) | 14             |
| Estados Unidos (Billboard Hot 100)                | 10             |
| Estados Unidos (Billboard Mainstream Top 40)      | 5              |
| Europa (Billboard)                                | 6              |
| França (SNEP)                                     | 9              |
| Grécia (Billboard)                                | 5              |
| Hungria (Single Top 40)                           | 12             |
| Hungria (Stream Top 40)                           | 32             |
| Irlanda (IRMA)                                    | 3              |
| Itália (FIMI)                                     | 26             |
| Líbano (Lebanese Top 20)                          | 20             |
| Luxemburgo Digital Songs (Billboard)              | 1              |
| México (Billboard)                                | 1              |
| México Airplay (Billboard)                        | 21             |
| Noruega (VG-lista)                                | 32             |
| Nova Zelândia (Recorded Music NZ)                 | 8              |
| Países Baixos (Dutch Top 40)                      | 33             |
| Países Baixos (Single Top 100)                    | 30             |
| Polónia (Dance Top 50)                            | 16             |
| Polónia (Polish Airplay Top 100)                  | 16             |
| Portugal Digital Songs (Billboard)                | 4              |
| Reino Unido (UK Singles Chart)                    | 15             |
| Suécia (Sverigetopplistan)                        | 20             |
| Suíça (Schweizer Hitparade)                       | 4              |

| País                     | Certificação | Vendas    |
| ------------------------ | ------------ | --------- |
| Austrália (ARIA)         | 7× Platina   | 490.000   |
| Áustria (IFPI)           | Platina      | 30.000    |
| Bélgica (BEL)            | Ouro         | 10.000    |
| Canadá (Music Canadá)    | 7× Platina   | 560.000   |
| Dinamarca (IFPI Denmark) | 4× Platina   | 360.000   |
| Alemanha (BVMI)          | Diamante     | 1.000.000 |
| Itália (FIMI)            | 6× Platina   | 300.000   |
| Nova Zelândia (RMNZ)     | 2× Platina   | 30.000    |
| Espanha (PROMUSICAE)     | 2× Platina   | 80.000    |
| Suécia (GLF)             | Platina      | 40.000    |
| Suíça (IFPI Switzerland) | Platina      | 30.000    |
| Reino Unido (BPI)        | 4× Platina   | 2.270.000 |
| Estados Unidos (RIAA)    | 4× Platina   | 4.000.000 |